# Риколатва
Риколатва (финское «риекко» — куропатка, «латва» — вершина, верховье реки) — сельский населённый пункт в Мурманской области России. Входит в Ковдорский район (муниципальный округ), четвёртый по размеру населённый пункт в его составе. Население — 193 жителя (2010). Расстояние от районного центра 17 км. Сообщение с другими населёнными пунктами автомобильным транспортом. Расположен на озере Кюме.

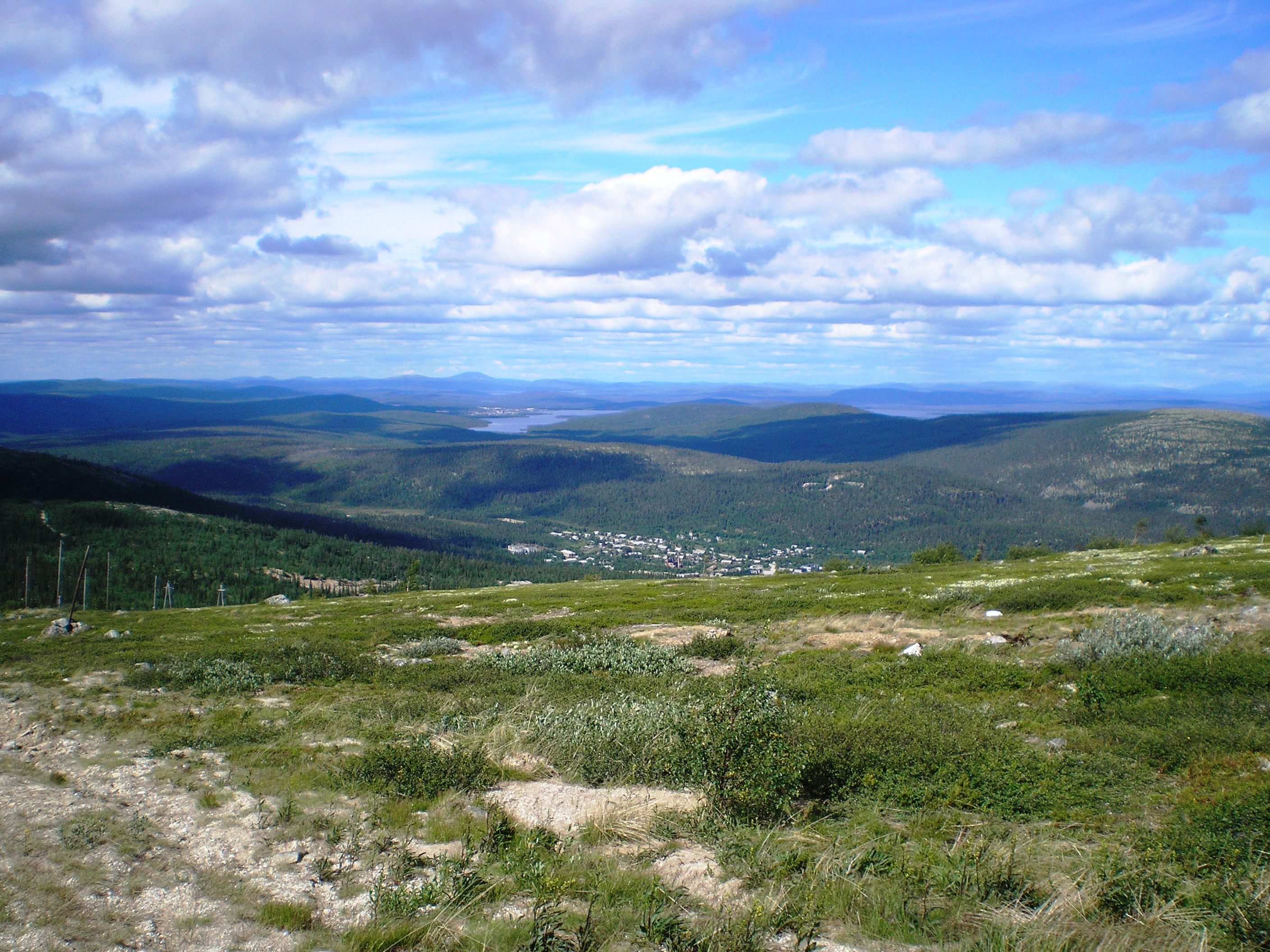
Вид на Риколатву

Основным предприятием является ОАО «Мусковит», на 2006 год находящееся в стадии банкротства. В посёлке имеются средняя и музыкальная школы, детский сад, почта, больница. По словам бывшего главы городского округа Л. И. Домбровского, посёлок необходимо закрывать, а население срочно переселять.

## География
Включён в перечень населённых пунктов Мурманской области, подверженных угрозе лесных пожаров.

## Население
| 2002 | 2010 |
| ---- | ---- |
| 456  | ↘193 |

Численность населения, проживающего на территории населённого пункта, по данным Всероссийской переписи населения 2010 года составляет 193 человека, из них 93 мужчины (48,2 %) и 100 женщин (51,8 %). В 2008 году в посёлке проживал 171 житель.